# پارسیان و من: کاخ اژدها
پارسیان و من: کاخ اژدها، جلد یکم از نخستین سه‌گانه آرمان آرین با نام پارسیان و من است.

## خط داستانی
در نخستین رمان اسطوره‌ای ایران، اردشیر نوجوانی‌ست که از جهان معاصر، گام بر زمان می‌نهد و سر از زمانهٔ ضحاک ماردوش (آژی‌دهاک) برون می‌آورد.
او با نگاهی امروزین و ایرانی و انسانی، زندگی در آن دوران را تجربه می‌کند و در کنار کاوه و فریدون و ایرج و... با همهٔ زوایای این بزرگ‌ترین ماجرای اسطوره‌ای تاریخ بشر آشنا می‌شود.
هستی او در مسیر این حرکت در زمان، متحول و برای رستاخیزی راستین و نهایی آمده می‌شود.

## جایزه‌ها
- برنده جایزه بیست و سومین دوره کتاب سال جمهوری اسلامی ایران ۱۳۸۴
- برنده لوح تقدیر از جشنواره مهرگان ادب (پکا) ۱۳۸۴
- برنده جایزه پنجمین دوره کتاب سال شهید غنی‌پور ۱۳۸۴
- برنده جشنواره شورای کتاب کودک ۱۳۸۵
- برنده لوح تقدیر از جشنواره مهرگان ادب ۱۳۸۵
- دریافت لوح تقدیر از IBBY دانمارک

## بن‌مایه
- دانشنامهٔ آکادمی فانتزی
- آدینه بوک
- درآمدی بر پارسیان و من - تارنمای آفتاب[پیوند مرده]
- پارسیان و من: کاخ اژدها - فانتزی‌نویسان[پیوند مرده]